# Melanolophia penicilla
Melanolophia penicilla là một loài bướm đêm trong họ Geometridae.